# Nordost Autobahn
Die Nordost Autobahn A6 ist eine Autobahn in Österreich und Teil der Europastraße E58. Sie führt vom Knoten Bruckneudorf mit der Ost Autobahn (A4) zur Staatsgrenze mit der Slowakei bei Kittsee. Zusammen mit der A4 und den slowakischen Autobahnen D2 und D4 stellt sie eine hochrangige Verbindung von Wien nach Bratislava dar und ersetzte die ehemaligen Bundesstraßen B9 und B50 als früher hochrangige Straßenverbindung. Vor allem während der Planungsphase war sie auch als Spange Kittsee bekannt.

## Verlauf
Die Autobahn führt von der Ost Autobahn über das Autobahndreieck Bruckneudorf, das zwischen den Anschlussstellen Bruck-Ost und Parndorf liegt, weiter in östliche Richtung südlich der Ortschaft Potzneusiedl, von dort nördlich von Gattendorf entlang der Grenze des Burgenlandes mit Niederösterreich und südlich von Kittsee zum dort bereits seit 1999 bestehenden Autobahn-Grenzübergang Kittsee / Jarovce. In der Slowakei wird sie als Autobahn D4 fortgeführt, die nach zwei Kilometern am Autobahnkreuz Bratislava-Jarovce an die D2 (Bratislava–Ungarn) trifft.

## Allgemeines
Die Autobahn ist 22 Kilometer lang, 16 Kilometer der Strecke liegen im Burgenland, 6 Kilometer in Niederösterreich. Die Baukosten betrugen rund 146 Millionen Euro.
Die ehemalige Grenzstation in Kittsee ist zwar seit dem Beitritt der Slowakei zum Schengener Abkommen nicht mehr besetzt, wird aber bevorzugt zur Kontrolle der für das Befahren der Autobahn notwendigen österreichischen und slowakischen Vignetten verwendet.

## Geschichte
Eine A6 mit der Bezeichnung Preßburger Autobahn mit Verlauf Parndorf A4 – Staatsgrenze bei Kittsee war erstmals 1971 im Bundesstraßengesetz vorgesehen. 1986 wurde die geplante Autobahn wieder aus dem Verzeichnis gestrichen, stattdessen sollte die S 31 bis zur slowakischen Grenze verlaufen. 1986 wurde auch diese Schnellstraße im Verzeichnis wieder auf den südlichen Teil mit Beginn bei Eisenstadt verkürzt.
Schon seit der Samtenen Revolution von 1989 im Gespräch, war diese Autobahn seit 1995 in Planung, als sie zum ersten Mal in einer generellen Studie erwähnt wurde.
Die Anschlussautobahn auf der slowakischen Seite (bei Jarovce und Petržalka, slowakische Bezeichnung D4) wurde schon in den 1990er Jahren fertiggestellt; auf der österreichischen Seite entstand ein einbahniger Zubringer, der ein wenig nordöstlich der heutigen Anschlussstelle Kittsee an der B50 endete. 1997 wurde ein Vorprojekt gestartet, dieses wurde 1999 fertiggestellt und 2000 beim österreichischen Verkehrsministerium eingereicht. Am 2. November 2000 wurde dieses Vorprojekt dann genehmigt, im März 2003 das Gesamtprojekt eingereicht. Bis 2002 wurde die Strecke im Bundesstraßengesetz als Parndorfer Straße B307 bezeichnet.
Nach Abschluss der Umweltverträglichkeitsprüfung im Juni 2004 sowie anschließenden weiteren behördlichen Genehmigungsverfahren erfolgte am 26. November 2004 der Baubeginn durch einen Spatenstich am Grenzübergang Kittsee. Die Verkehrsfreigabe erfolgte am 20. November 2007.